# Скелі (урочище «Поточок»)
Ске́лі — геологічна пам'ятка природи місцевого значення в Україні. Об'єкт Природно-заповідного фонду Закарпатської області. 
Розташована в межах Хустського району Закарпатської області, на південь від міста Хуст (урочище «Поточок», північно-західні відноги Гутинського масиву). 
Площа 51 га. Статус отриманий згідно з рішенням облради від 12.01.2006 року № 694. Перебуває у віданні ДП «Хустське ЛДГ» (Велятинське л-во, кв. 6, вид. 2, 3, 4, 6, 7, і кв. 7, вид. 3). 
Статус надано для збереження унікального геологічного утворення (скель) на лівому березі річки Тиси. Місце існування рослин і тварин, серед який є види, занесені до Червоної книги України. З рідкісних тварин трапляються: кіт лісовий, саламандра плямиста, жук-олень, з рослин — листовик сколопендровий. У лісовому масиві зростають бук з домішками явора, ясена зеленого, клена гостролистого, липи і сосни, що не зазнали атропогенного навантаження.